# Leistungstest (Psychologie)
Leistungstests oder Leistungsmethoden sind psychologische Testverfahren zur Erfassung von Leistungsmerkmalen (auch Fähigkeiten oder Fertigkeiten) einer Person. Sie werden als Methodenklasse den Urteilstests (Beurteilung/Bewertung von Sachverhalten) und den Deutungsmethoden (projektive Verfahren) gegenübergestellt. Die Gegenüberstellung zu Persönlichkeitstests ist schon problematischer, weil die Merkmale der Leistungsfähigkeit selbst auch zu den Persönlichkeitsmerkmalen (den Eigenarten einer Person, den Merkmalen, welche die Individualität der Person ausmachen) gehören.
Der gemeinsame Nenner dieser Tests ist, dass Problemstellungen vorgegeben werden, die zu lösen sind. Gemessen werden Parameter, welche die Lösungsmenge und Lösungsgüte bewerten (Menge richtiger Lösungen, Qualität der Lösungen, Lösungszeiten, Fehler usw.). Im Unterschied zu Persönlichkeitstests gibt es bei Leistungstests ein „besser“ oder „schlechter“ bezüglich der Angemessenheit jeder Antwort auf die Fragestellungen des Testverfahrens. Man kann zwischen allgemeinen Leistungstests und speziellen Leistungstests unterscheiden. Allgemeine Leistungstests erfassen Merkmale, die in jeder Leistung enthalten sind, während spezielle Leistungstests nur besondere Leistungen erfassen. Ein Einsatz von Leistungstests erfolgt z. B. in der Neuropsychologie zur Störungsidentifikation, im Rahmen der Rehabilitation,
bei Bildungs- oder Berufswahlentscheidungen und in Auswahlverfahren.
Je nach der für die Lösung der Aufgabenstellung zur Verfügung gestellten Zeit unterscheidet man Schnelligkeitstests und Niveautests.

## Arten von Leistungstests
Die wichtigsten Arten von Leistungstests, klassifiziert nach dem, was mit dem Test gemessen wird:
- Intelligenztests, Tests der allgemeinen kognitiven Fähigkeiten
  - Wissenstests, Tests von allgemeinem oder spezifischem Wissen (allgemeines Wissen wird auch zu kristallisierter oder kristalliner Intelligenz in Bezug gesetzt)
  - Problemlösetests mit ungewöhnlichen, neuartigen Aufgabenstellungen, die außerhalb der direkten Expertise der Probanden stehen, werden der fluiden Intelligenz zugeordnet
  - Tests zur Erfassung von Basisgrössen der Informationsverarbeitung (Informationsverarbeitungsgeschwindigkeit und Kapazität des Arbeitsgedächtnisses)
- Lerntests, die die Veränderung der Leistungsfähigkeit nach einer Intervention oder einer Explorations- bzw. Übungsphase (Lern- und Übungseffekte) erfassen
- Konzentrations- / Aufmerksamkeitstests
- Gedächtnistests
- Sprachtests
- Tests zur Prüfung sensomotorischer Funktionen

Nach der Anwendung (Fragestellung) unterscheidet man z. B.
- Schulleistungstests, wie z. B. Lesetests oder Rechentests, die orientiert sind an bestimmten Lernzielen
- Arbeitsproben, die im Rahmen der Eignungs- und Tauglichkeitsdiagnostik verwendet werden
- Potenzialanalysen, die zur Voraussage von Eignung in neuen Aufgabenstellungen eingesetzt werden